# Сідні Макніл Гутьєррес

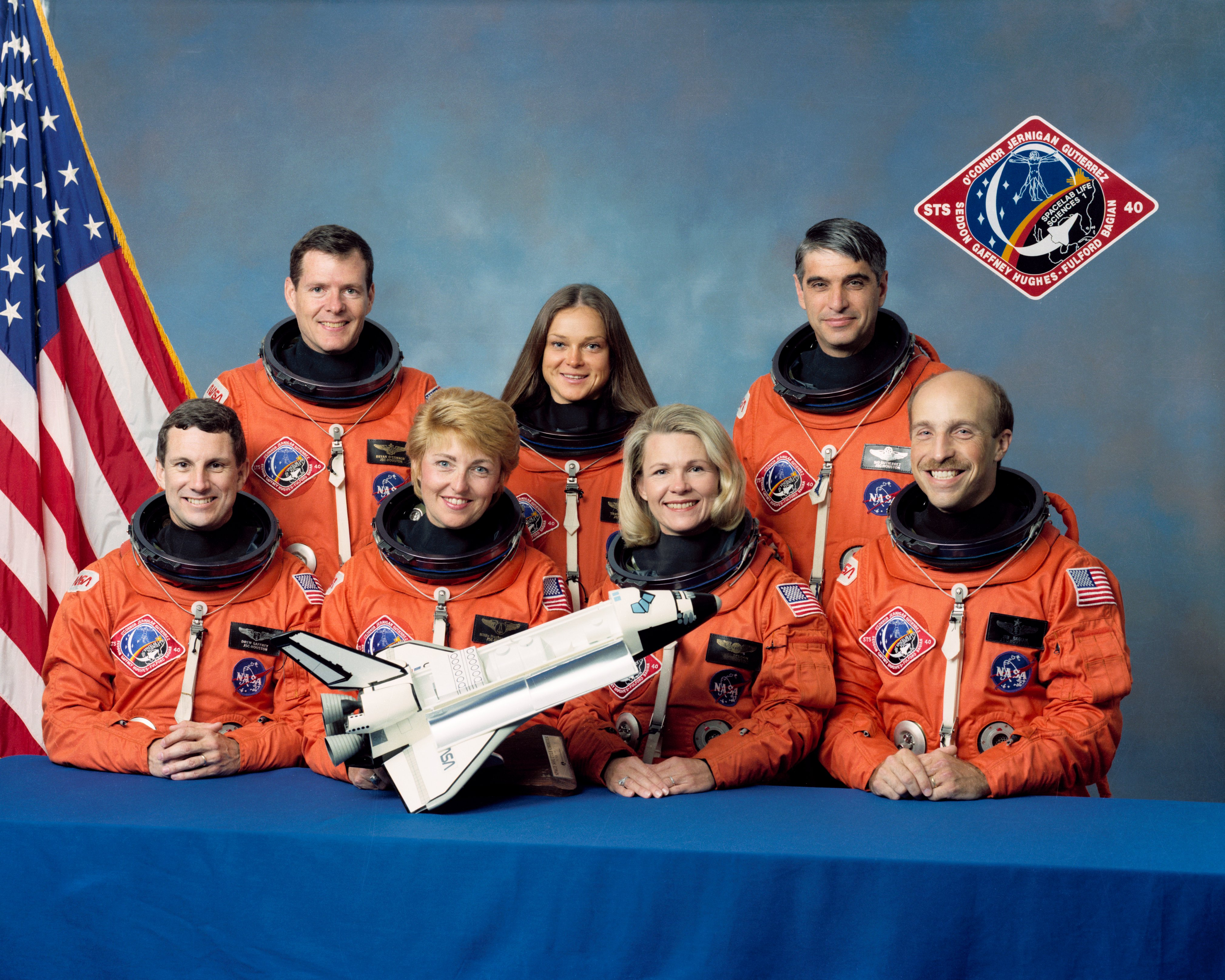
Екіпаж STS-40 — (ліво-право): Е. Геффі, Б. О'Коннор, М. Х'юз-Фулфорд, Т. Джерніган, М. Седдон, С. Гутьеррес й Дж. Бейгіан

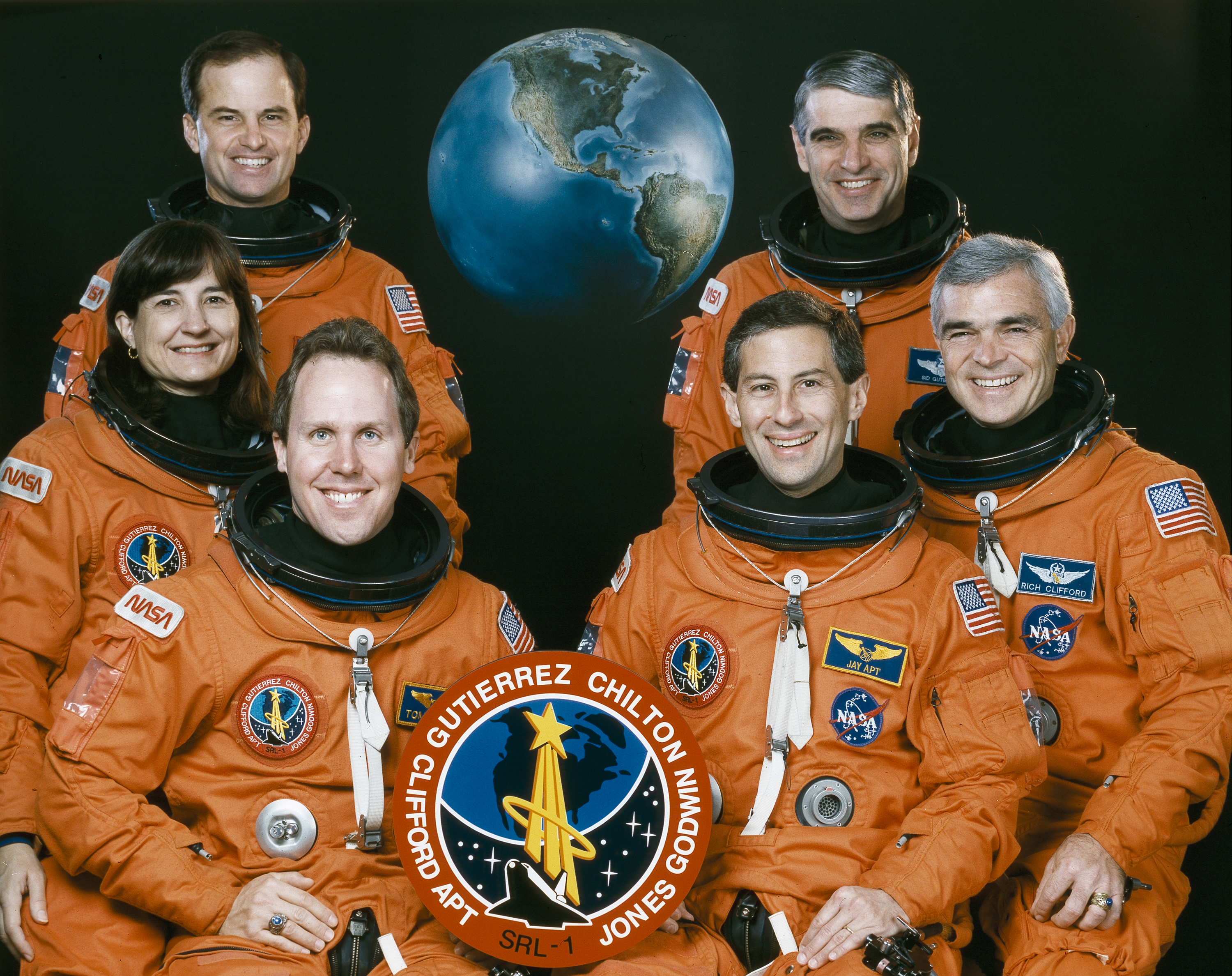
Екіпаж STS-59:Зліва направо — Постійний: Чілтон, Гутьєррес; Сидяча: Годвін, Джонс, кв, Кліффорд

Сідні Макнейл Гутьєррес (англ. Sidney McNeill Gutierrez; 27 червня 1951, Альбукерке) — астронавт космічних польотів шаттла STS-40 (1991, «Колумбія») і STS-59 (1994, «Індевор»), полковник ВПС США.

## Особисті дані та освіта
Сідні Гутьєррес народився 27 червня 1951 року в місті Альбукерке, штат Нью-Мексико, де у 1969 році закінчив середню школу. У 1973 році отримав ступінь бакалавра наук в області аеронавтики — Академія ВПС США. У 1976 році отримав ступінь магістра наук в області менеджменту, Університет Вебстера в місті Сент-Луїс, штат Міссурі.
Одружений з Маріаною Сью Кремер з міста Джефферсон-Сіті, штат Міссурі. Її мати Лі Г. Кремер проживає в Брекетвіллі, штат Техас. У них троє дітей: Дженніфер Анна (нар. 30 серпня 1980), Девід Макнейл (нар. 31 березня 1984) і Кетрін Елізабет (нар. 29 січня 1988). Захоплюється: відпочинок в кемпінгах, різьба по дереву та бадмінтон.

## До НАСА
Гутьєррес був членом команди з парашутного спорту Академії ВПС США, брав участь у Національних студентських чемпіонатах, здійснив понад 550 стрибків, має звання майстер-парашутист. Після закінчення Академії, продовжив навчання на льотчика — авіабаза «Лафлін» в Дель-Ріо, штат Техас. З 1975 по 1977 рік служив там пілотом-інструктором на літаках T-38 Talon. У 1978 році Гутьєррес був переведений на авіабазу «Холломан» Аламогордо, штат Нью-Мексико, де він літав на літаках F-15. У 1981 році він пройшов навчання в Школі льотчиків-випробувачів ВПС США, авіабаза Едвардс, в Каліфорнії і став літати на літаку «F-16 Falcon». Незважаючи на те, що Гутьєррес служив льотчиком-випробувачем, він літав на планерах і брав участь у випробуваннях двигунів F-16. Він так само займався випробуваннями F-100 і різних модифікацій F-16 / C / D в екстремальних режимах: різке гальмування при невдалому старті і укорочена посадка. Має наліт понад 4500 годин на 30 різних типах літаків, планерів, повітряних куль і ракет.

## Підготовка до космічних польотів
В травні 1984 року був зарахований до загону НАСА у складі 10-го набору, кандидатом в астронавти. Став проходити навчання за курсом загальнокосмічної підготовки (ОКП) з серпня 1984 року. По закінченні курсу, в червні 1985 року отримав кваліфікацію «пілот» і призначення в Офіс астронавтів НАСА. Займався програмним забезпеченням для моделювання польотів на шатлі, в таких «польотах» відпрацьовував посаду «командир корабля». Після загибелі шаттла «Челленджер» він став заступником Адміністратора космічних польотів в штаб-квартирі НАСА. В його обов'язки входило співпраця з Комісією Президента і Конгресу США з розслідування катастрофи. У 1986 і 1987 роках він взяв участь в переатестації головних двигунів шатлів, головних рухових установок, і зовнішнього паливного бака. У 1988 році він став начальником Групи з розробки програмного забезпечення, перевірці та визначення вимог до польотів. З 1989 року він став входити в групи підтримки екіпажів при польотах STS-28, STS-30, STS-32, STS-33 і STS-34 в Космічному Центрі імені Кеннеді, штат Флорида.

### Польоти у космос
- Перший політ — STS-40, шаттл «Колумбія». З 5 по 14 червня 1991 року як пілот корабля. Основною метою місії STS-40 були експерименти з космічною лабораторією Спейслеб (в основному у області біології). Тривалість польоту склала 9 діб 2 години 15 хвилин.
- Другий політ — STS-59, шаттл «Індевор». З 9 по 20 квітня 1994 року як «командир корабля». Основною метою місії було вивчення великомасштабних процесів в природі і зміни клімату. Для виконання цілей місії на шатлі була змонтована «Космічна радарна лабораторія» SRL-1 (англ. Space Radar Laboratory) до складу якої входять два радара: радар побудови радіолокаційного зображення SIR-C (англ. Shuttle Imaging Radar) і радар з синтезованою апертурою X-SAR (англ. X-band Synthetic Aperture Radar), а також прилад для моніторингу забруднень в атмосфері MAPS (англ. Measurement of Air Pollution from Satellite). Тривалість польоту склала 11 діб 5:00 20 хвилин. Загальна тривалість польотів в космос — 20 днів 8:00 6 хвилин.

## Джерело
- Офіційна біографія НАСА(англ.)